# Duncan McNaughton
Duncan McNaughton (Cornwall, 7 de dezembro de 1910 – Austin, 15 de janeiro de 1998) foi um atleta e campeão olímpico canadense especializado em saltos.

## Biografia
Deixou o Canadá para estudar nos Estados Unidos, onde planejava cursar medicina na University of Southern California. Em seu segundo ano, porém, trocou a carreira por geologia, no que se formaria e trabalharia futuramente, no ramo de exploração de petróleo. Em seu período na  universidade, ele  se destacou no salto em altura, conquistando o quarto lugar nos I Jogos da Commonwealth, então ainda chamados Jogos do Império Britânico, realizados em 1930 em Hamilton, no Canadá, e foi convocado a integrar a equipe olímpica canadense aos Jogos de Los Angeles 1932. Nesta competição, Duncan foi desclassificado após usar uma técnica não-convencional para o salto, considerada ilegal. Ajudado por seu amigo de universidade Bob Van Osdel, ele mudou sua técnica e tornou-se campeão estadual interuniversitário, com novo recorde da Califórnia.
Em Los Angeles, o favorito da prova era o norte-americano George Spitz, que havia quebrado o recorde mundial em pista coberta com 2,04m e tinha saltado cinco vezes acima de 2 metros em 1932. Mas, durante a prova, Spitz machucou o tornozelo e acabaria apenas em nono lugar. Quatro atletas saltaram a marca de 1,97 m, necessitando um desempate com o sarrafo levantado a 2m; ninguém conseguiu passar e a marca foi abaixada para 1,99 m, novamente não suplantada por nenhum concorrente. Assim, como McNaughton havia sido o único a ultrapassar 1,97m na primeira tentativa, foi declarado campeão olímpico, a primeira vez nos Jogos em que um não-americano conquistou a medalha de ouro desta prova.
Seu colega de universidade Van Osdel, que representava os EUA, depois de ajudá-lo a melhorar sua técnica e aconselhá-lo durante a prova, acabou ficando com a medalha de prata.